# Carlo Karges
Carlo Karges (* 31. Juli 1951 in Hamburg; † 30. Januar 2002 ebenda) war ein deutscher Musiker, der als Gitarrist und Songschreiber für die Band Nena bekannt wurde. Er schrieb den Text des Nena-Hits 99 Luftballons und war Co-Autor von Irgendwie, irgendwo, irgendwann.

## Leben
Karges wuchs bei seiner alleinerziehenden Mutter in Hamburg auf. Er begann bereits als Schüler Gitarre zu spielen und Lieder zu komponieren. Nachdem er Live-Erfahrungen in verschiedenen Hamburger Lokalbands wie Tomorrows’s Gift und Release Music Orchestra gesammelt hatte, spielte er als Gitarrist und Keyboarder beim zweiten Album der Hamburger Band Novalis (deren Bandname auf einem Vorschlag Karges’ beruhte), für die er unter anderem den Text des Stücks Wer Schmetterlinge lachen hört schrieb. 1975 verließ er die Band allerdings auch schon wieder. In der Folgezeit spielte er bei den Bands Ramblers, Else Nabu Band und Desperado. 1980 ersetzte er bei Extrabreit den ausgeschiedenen Piet Worthmann an der Gitarre.
1981 stieg er bei Extrabreit aus, um sich der Berliner Band Bleibtreu Revue anzuschließen, mit der er das von Edo Zanki produzierte Album Ungeheuer Paranoia bei Intercord einspielte. Er wirkte dabei auch als Komponist und Texter mit und ging 1981 auf eine ausgedehnte Tournee. In deren Verlauf lernte er Nena in Hagen kennen und gründete mit ihr die Band Nena. Karges war Co-Autor des Nena-Hits 99 Luftballons; er schrieb den Text des Liedes. Außerdem war er Co-Autor von ? (Fragezeichen) und Irgendwie, irgendwo, irgendwann. Auch Rette mich sowie Vollmond wurden von ihm geschrieben.
Ende August 1985 eröffnete Karges in Berlin das Musiker-Café Carlo, das bereits im September 1986 wieder schloss. Nach der Auflösung der Band Nena Mitte 1987 gründete Karges zunächst die Band Café Carlo und spielte danach in Bands wie Füll Service und La Vida; dabei blieb er allerdings kommerziell erfolglos. 1994 steuerte er als Songschreiber zwei Titel (Vor Deiner Tür und Ich bin die Liebe) zu Nenas Soloalbum Und alles dreht sich bei, an zwei weiteren Liedern war er als Co-Autor beteiligt. Ebenso war Karges als Texter am ZDF-Soundtrack-Album Nena und die Bambus-Bären-Bande (1996) beteiligt. Zuletzt spielte er bei der Coverband Timebandits und zeitgleich bei TAXI.
Carlo Karges starb 2002 an Leberversagen. Er wurde in Hamburg auf dem Friedhof Ohlsdorf anonym beigesetzt.